# Càmera esportiva
Les càmeres esportives són càmeres petites que estan dissenyades per incorporar-se a cascs, taules de surf, cotxes o altres objectes que ho permetin. El seu ús principal es dona en l'àmbit esportiu per la lleugeresa i la facilitat de maniobra amb què compten.

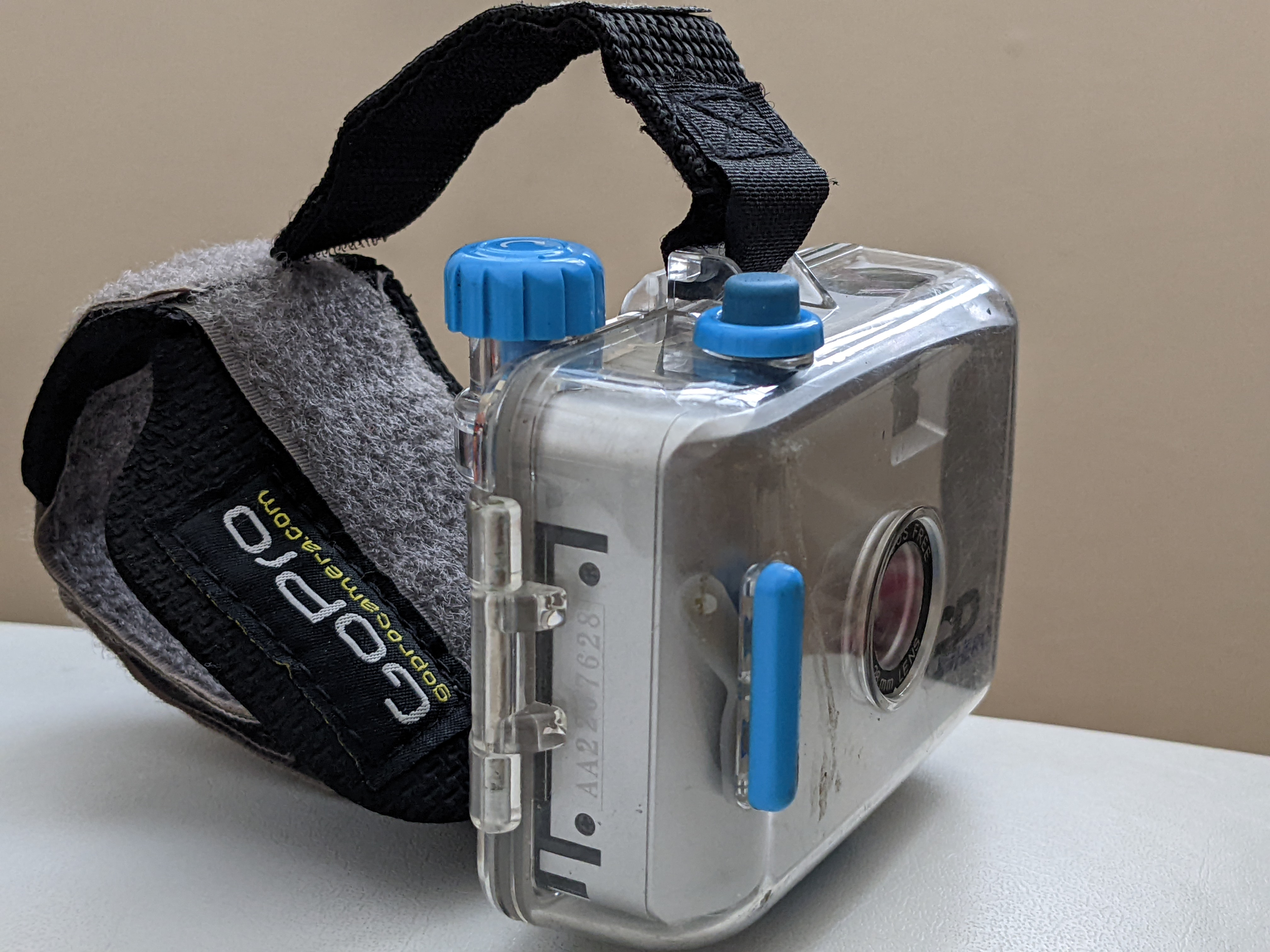
Càmera esportiva marca GoPro.

L'empresa principal dedicada al desenvolupament d'aquestes càmeres és GoPro, però moltes companyies tecnològiques s'han interessat per aquests dispositius en els últims anys.

## Usos
L'ús principal de les càmeres esportives es dona, precisament, en l'ambit esportiu. Els esports on és més comú utilitzar-les són el Dirt Jumping, el surf, el submarinisme i tots els que requereixin portar casc o algun altre objecte on es pugui incorporar un dispositiu com aquest.
Tot i així aquesta tecnologia ha creuat les fronteres dels esports i s'ha emprat en el cinema. Hardcore Henry, per exemple, és una cinta filmada en pla subjectiu que, per a la seva gravació, l'actor principal va utilitzar una màscara amb una GoPro incorporada. Un altre cas és el de la pel·lícula Need for Speed, en la que el director de fotografia va utilitzar càmeres esportives fixades als cotxes pel rodatje.

## Història
Els inicis de la càmera esportiva estàn quasi exclusivament tancats a GoPro. L'empresa nasqué al 2002 de la mà de Nick Woodman. La idea se li ocorregué en un viatge a Australia i Tasmania. Llavors Woodman era surfista i es fixà en les dificultats que els seus companys d'esport tenien per poder-se filmar mentre mostraven les seves habilitats sobre les onades. L'enginyós jove tenia com a recurs lligar-se una càmera Kodak al canell, però això no el va privar de pensar més enllà i ho va veure com una oportunitat de negoci. Woodman desenvoluparia càmeres per a facilitar la gravació d'esports extrems.
Al 2004 va llençar el primer model de GoPro. La GoPro Hero ni tan sols grabava vídeo, era una càmera de fotografia de 35mm que funcionava amb tecnologia analògica. Al 2006 les càmeres esportives de Woodman ja grabaven vídeo en format VGA, però aquests patien moltes limitacions ja que tenien 10 segons de duració i eren sense àudio. Un any més tard es solucionarien aquests problemes i sortiria al mercat la primera GoPro com les actuals.
Al 2016 l'empresa tragué la GoPro Hero 5, que permetia grabar en 4K i connectar-se directament al núvol. Després d'això GoPro va anar innovant i traient models a cada quals més actualitzats, com la GoPro Hero 6, la GoPro Hero 7, la GoPro Hero 8 Black, la GoPro Max, la GoPro Hero 9 Black i el vigent últim model del mercat, la GoPro Hero 10 Black.
Actualment s'han sumat més empreses al mercat de les càmeres esportives. En són exemples Xiaomi i Victure.